# جون رايلي (عسكري)
جون رايلي (بالإسبانية: John Riley)‏ هو عسكري مكسيكي، ولد في 8 فبراير 1824 في Clifden ‏ في جمهورية أيرلندا، وتوفي في 10 أكتوبر 1879 في ولاية فيراكروز في المكسيك.
خلال الحرب المكسيكية الأمريكية في عامي 1846-1848 ، قاد رايلي عددًا من الكاثوليك الأيرلنديين الآخرين في الرتب الذين انشقوا إلى المكسيك ، حيث شكلوا كتيبة القديس باتريك في الجيش المكسيكي.

## بداياته
ولد رايلي في كليفدين ، مقاطعة غالواي ، أيرلندا حوالي 1817-1818  كان اسمه الأيرلندي الأصلي سين راغيلي. خدم رايلي مع الجيش البريطاني قبل الهجرة إلى كندا. عانت كونيمارا والمناطق الريفية الأخرى بشكل كبير خلال المجاعة الكبرى ، وهاجر ملايين الأشخاص عن طريق السفن من أيرلندا إلى كندا والولايات المتحدة للبقاء على قيد الحياة. كان رايلي من بينهم.